# CPO
CPO (англ. Carboxypeptidase O) – білок, який кодується однойменним геном, розташованим у людей на 2-й хромосомі. Довжина поліпептидного ланцюга білка становить 374 амінокислот, а молекулярна маса — 42 529.
| 10         |  | 20         |  | 30         |  | 40         |  | 50         |
| ---------- |  | ---------- |  | ---------- |  | ---------- |  | ---------- |
| MKPLLETLYL |  | LGMLVPGGLG |  | YDRSLAQHRQ |  | EIVDKSVSPW |  | SLETYSYNIY |
| HPMGEIYEWM |  | REISEKYKEV |  | VTQHFLGVTY |  | ETHPMYYLKI |  | SQPSGNPKKI |
| IWMDCGIHAR |  | EWIAPAFCQW |  | FVKEILQNHK |  | DNSSIRKLLR |  | NLDFYVLPVL |
| NIDGYIYTWT |  | TDRLWRKSRS |  | PHNNGTCFGT |  | DLNRNFNASW |  | CSIGASRNCQ |
| DQTFCGTGPV |  | SEPETKAVAS |  | FIESKKDDIL |  | CFLTMHSYGQ |  | LILTPYGYTK |
| NKSSNHPEMI |  | QVGQKAANAL |  | KAKYGTNYRV |  | GSSADILYAS |  | SGSSRDWARD |
| IGIPFSYTFE |  | LRDSGTYGFV |  | LPEAQIQPTC |  | EETMEAVLSV |  | LDDVYAKHWH |
| SDSAGRVTSA |  | TMLLGLLVSC |  | MSLL       |  |            |  |            |

A: Аланін

C: Цистеїн

D: Аспарагінова кислота

E: Глутамінова кислота

F: Фенілаланін

G: Гліцин

H: Гістидин

I: Ізолейцин

K: Лізин

L: Лейцин

M: Метіонін

N: Аспарагін

P: Пролін

Q: Глутамін

R: Аргінін

S: Серин

T: Треонін

V: Валін

W: Триптофан

Кодований геном білок за функціями належить до гідролаз, протеаз, металопротеаз, карбоксипептидаз. 
Білок має сайт для зв'язування з іонами металів, іоном цинку. 
Локалізований у клітинній мембрані, мембрані.